# Ocell del paradís metàl·lic
L'ocell del paradís metàl·lic (Manucodia chalybatus) és un ocell de la família dels paradiseids (Paradiseidae).

## Hàbitat i distribució
Habita els boscos de Nova Guinea i Misool, a les Raja Ampat.